# 훌리가이
후리가이 또는 호리개로 (胡里改路)는 건주여진의 5부족 중 한 부족이었다. 호리개로는 원나라의 행정구역 중의 하나였다.
1388년 홍무제는 오돌골(오도리)과 훌리가이(후리가이) 그리고 퉁비족(투오웬)들과 조공 관계를 맺었으며 그는 몽골에 대해 동맹을 시도하였다. 이리하여 여진족의 중화 과정이 시작되었다. 당시에 그들은 두만강 근처에 모여 있었다. 오래지 않아 다양한 여진족이 명나라 호칭을 수용하였다.
아하추(阿哈出)는 후에 이사성(李思誠)으로 알려졌으며 후리가이의 부족장이었다. 1403년 그는 건주의 도지휘사사(都指揮使司) 사령관이 되었다. 오도리의 몽케테무르(猛哥帖木儿)는 건주좌지휘사(建州左指揮司)의 지도자가 되었고 중국의 성 동(童)을 하사받았다.
- 아하추(阿哈出, Ahacu † 1409-1410년), 중국식 성명 이사성(李思誠)
- 석가노(Šigiyanu, 釋加奴), 중국식 성명 이현충(李顯忠)
- 이만주 (李滿住,Li Manzhu;† b.1407 -1467년)

## 같이 보기
- 나하추